# Stanton (Dakota del Norte)
Stanton es una ciudad ubicada en el condado de Mercer en el estado estadounidense de Dakota del Norte. En el censo de 2010 tenía una población de 366 habitantes y una densidad poblacional de 297,5 personas por km².

## Geografía
Stanton se encuentra ubicada en las coordenadas 47°18′59″N 101°23′2″O / 47.31639, -101.38389. Según la Oficina del Censo de los Estados Unidos, Stanton tiene una superficie total de 1.23 km², de la cual 1.23 km² corresponden a tierra firme y (0.21%) 0 km² es agua.

## Demografía
Según el censo de 2010, había 366 personas residiendo en Stanton. La densidad de población era de 297,5 hab./km². De los 366 habitantes, Stanton estaba compuesto por el 97.27% blancos, el 0% eran afroamericanos, el 0.27% eran amerindios, el 0.27% eran asiáticos, el 0% eran isleños del Pacífico, el 0% eran de otras razas y el 2.19% pertenecían a dos o más razas. Del total de la población el 0.27% eran hispanos o latinos de cualquier raza.